# اینگمار فرانزین
اینگمار فرانزین (انگلیسی: Ingemar Franzén؛ ۳ مه ۱۹۲۷ – ۹ فوریه ۱۹۸۵) وزنه‌بردار اهل سوئد بود.
وی در مسابقات کشوری و بین‌المللی در مجموع برندهٔ ۱ مدال نقره، ۲ مدال برنز شده‌است.